# Симпсон, Кристофер
Кри́стофер Си́мпсон (англ. Christopher Simpson; не ранее 1602 или не позднее 1606 — 29 июля 1669, Лондон) — английский музыкант, композитор, автор некоторых ключевых трактатов по музыке. Главным инструментом его творчества была виола да гамба.

## Биография
Симпсон родился между 1602 и 1606 годами, вероятно, в Эгтоне, Норт-Йоркшир, в католической семье. Образование Симпсон получил во Франции в колледже Святого Омера. В 1629 году был рукоположен в Риме, после чего вступил в общество Иисуса в Вотене. В 1639 году вернулся в Англию в качестве священника церкви Святого Иоанна в Дареме. Информация о том где и когда Симпсон получил музыкальное образование отсутствует. Он участвовал в Английской революции на стороне роялистов и в 1642 году был квартирмейстером в армии графа (впоследствии герцога) Ньюкасла Уильяма Кавендиша. После осады Йорка Симпсон укрылся в поместье сэра Роберта Боллеса (1619—1663) в Скэмптоне, Линкольншир, где Боллес нанял его в качестве постоянного музыканта и наставника своего сына Джона. 
Исполнительству на гамбе он посвятил сой первый трактат «Виола, или Искусство игры по граунду» (англ. The Division Violist: or An Introduction to the Playing upon a Ground), изданный в 1659 году, который до сих пор являющаяся основным трактатом по практическому аутентичному исполнительству на виоле да гамба. Он также создал два труда в области теории композиции: «Принципы музыкальной практики» (англ. The Principles of Practical Musick) (1665) и «Краткое руководство, или Введение в музыкальнкую практику» (англ. A Compendium of Practical Musick) (1667). Также труды Симпсона были использованы в трактате Джона Плейфорда, который был его издателем, под названием «[Краткое] введение в искусство музыки» (англ. A [Brief] Introduction to the Skill of Musick).
Симпсон оставался в доме Боллесов (либо в Линкольншире, либо в их доме в Лондоне) до конца своей жизни.